# 보키시아과
보키시아과(Vochysiaceae)는 도금양목에 속하는 속씨식물과의 일종이다.

## 개요
마주나기 잎을 지닌 나무 또는 관목이다. 꽃은 좌우 대칭이며, 1-(3)-5으로 갈라진다. 상위 또는 하위 씨방이다. 생식 능력이 있는 한 개의 수술을 갖고 있으며, 열매는 시과(翅果) 또는 삭과(蒴果)이다.

## 생태
8개의 속 중에서 6개 속의 원산지는 신열대구이다. Erismadelphus속과 Korupodendron속의 원산지는 서아프리카와 중앙아프리카이다.

## 진화의 역사
이 과는 남아메리카에서 기원하는 것으로 추측하고 있다. Erismadelphus속은 약 3천만년전에 Erisma속에서 갈라졌으며, 먼 거리를 이동하여 아프리카로 넘어 온 것으로 보인다.

## 계통학
보키시아과는 크리소발라누스과와 가장 가깝다. 8개 속에 217종으로 구성되어 있다. 크게 2개의 족으로 분류한다.
- 에리스마족(Erismeae) - : 1개의 하위 씨방과 익과(翼果)
  - Erisma Rudge - 20종
  - Erismadelphus Mildbr. - 2종
  - Korupodendron Litt & Cheek - 1종

- 보키시아족(Vochysieae) - 3개의 유합(癒合, fused) 상위 씨방과 삭과(蒴果)
  - Callisthene Mart. - 10종
  - Qualea Aubl. - 60종
  - Salvertia A.St.-Hil. - 1종
  - Ruizterania Marc.-Bert. - 19종
  - Vochysia Aubl. - 105종

이전에 보키시아과에 포함됐던 에우프로니아속(Euphronia)은 이제 에우프로니아과로 분류하며, 크리소발라누스과에 더 밀접한 관계에 있는 것으로 본다.